# Torta bertolina
La torta bertolina (comúnmente denominada bertolina, dialecto cremasco: bertulina) es un dulce típico otoñal del área cremasca, en el norte de Italia. Tiene una forma cilíndrica, es de color amarronado y, apenas sacada del horno, tiene una intensa fragancia a uva americana (fruto de la especie Vitis labrusca). La corteza perforada no es uniforme. Existen variantes de la receta, sobre todo en la producción familiar. Este dulce pertenece a los productos agroalimentares tradicionales italianos (PAT).
Los orígenes son inciertos, pero datan después del 1800, puesto que las primeras noticias sobre la uva importada de América, ingrediente principal del plato, datan de principio del siglo XIX.

## Ingredientes
- Harina 0.
- Harina de maíz.
- Azúcar.
- Azúcar glas.
- Mantequilla.
- Aceite.
- Huevos.
- Vainilla.
- uva americana.
- Levadura de cerveza.

## La Feria de la bertolina
Cada año, en el mes de septiembre, se prepara en Crema la Feria de la bertolina; en plaza Duomo se puede degustar el pastel.